# Baie de Sagami
 (juillet 2021).
Si vous disposez d'ouvrages ou d'articles de référence ou si vous connaissez des sites web de qualité traitant du thème abordé ici, merci de compléter l'article en donnant les références utiles à sa vérifiabilité et en les liant à la section « Notes et références ».
Pour les articles homonymes, voir Sagami (homonymie).
La baie de Sagami (相模湾, Sagami-wan) est une baie du Japon située entre la péninsule de Manazuru (真鶴半島, Manazuru-hantō) et celle de Miura. Elle borde la préfecture de Kanagawa, ancienne province de Sagami, en particulier la région du Shōnan, au sud-ouest de la plaine du Kantō. La baie de Sagami fait partie de la mer ouverte de Sagami, comprise entre la péninsule d'Izu et la péninsule de Miura. Cette mer communique avec le chenal d'Uraga, partie sud de la baie de Tokyo. On trouve au sud de la mer ouverte de Sagami, Izu Ōshima, la première île de l'archipel d'Izu.

## Dans la culture
La baie apparait dans Les Trois Formules du professeur Satō, épisode de la série de bande dessinée Blake et Mortimer, créé par Edgar P. Jacobs.